# Initial approach fix
El Initial Approach Fix (IAF per les seves sigles en anglès, o bé lit. en català referència d'aproximació inicial), en l'aviació, és el punt on comença el tram d'aproximació inicial de manera instrumental. Un procediment d'aproximació per instruments pot tenir més d'un Initial approach fix i/o un initial approach segment. La referència d'aproximació inicial és usualment una referència d'intersecció designada, VOR, NDB, o DME. La referència d'aproximació inicial pot ser col·locada amb el intermediate fix (IF per les seves sigles en anglès, o bé lit. en català referència intermèdia) de l'aproximació per instruments i en aquest cas que designi l'inici del segment intermedi de l'aproximació. Quan la referència d'aproximació inicial i la referència intermèdia es combinen no hi ha initial approach segment (lit. en català tram d'aproximació inicial).